# Mesodma
Mesodma is een uitgestorven zoogdier uit de familie Neoplagiaulacidae van de Multituberculata. Dit dier leefde tijdens het Laat-Krijt en Paleoceen in Noord-Amerika.  Mesodma was een boombewonende omnivoor.

## Soorten
Het geslacht Mesodma omvat acht soorten, die leefden van het Santonien tot het Midden-Paleoceen. M. formosa had het grootste verspreidingsgebied met fossiele vondsten in Canada, de Verenigde Staten en het Mexicaanse Baja California. Het formaat van de verschillende soorten varieerde tussen de 8 gram (M. pygmaea) en de 55 gram (M. ambigua en M. thompsoni), overeenkomend dat van respectievelijk een dwergmuis en een Mongoolse renmuis.

### Krijt
Vijf soorten leefden tijdens het Krijt:
- M. formosa: Lance Creek-, Hell-Creek-, Fox Hills-, Laramie-, Ojo Alamo- (Verenigde Staten), Scollard-, Frenchman- (Canada) en El Gallo-formatie (Mexico), Maastrichtien
- M. hensleghi: Lance Creek-, Hell-Creek-, Fox Hills-, North Horn- (Verenigde Staten), Scollard- en Frenchman-formatie (Canada), Maastrichtien
- M. senecta: Milk River-formatie (Alberta), Santonien
- M. thompsoni: Lance Creek-, Hell-Creek-, Fox Hills- (Verenigde Staten), Scollard-, Frenchman- en Ravenscrag-formatie (Canada), Maastrichtien

### Paleoceen
Mesodma overleefde de K-T-grens en drie soorten zijn bekend uit het Paleoceen
- M. ambigua: Wyoming, Puercan
- M. pygmaea: Montana, Torrejonian